# 内田るり子
内田 るり子（うちだ るりこ、1920年8月8日 - 1992年5月1日）は、日本の声楽家、民俗音楽研究者。

## 経歴
東京生まれ。1942年東京音楽学校声楽科卒。1952年山形大学助教授、1954年日本女子体育短期大学助教授、1956年国立音楽大学助教授、教授。1962年ウィーン大学哲学科中退。83年『奄美民謡とその周辺』で第1回志田延義賞受賞。91年国立音大名誉教授。91年「奄美民謡とその周辺」で國學院大學文学博士。門下にペギー葉山がいる。

## 著書
- 『ヨーロッパに歌を求めて』音楽之友社 1964
- 『田植ばやし研究』雄山閣出版 1978
- 『奄美民謡とその周辺』雄山閣出版 1983
- 『沖縄の歌謡と音楽 Ethnomusicological considerations』第一書房 1989

### 編纂
- 『深井史郎歌曲集』編 全音楽譜出版社 1971

## 論文
- <内田るり子